# Laufenburg
Laufenburg é uma cidade da Alemanha, no distrito de Waldshut, na região administrativa de Freiburg , estado de Baden-Württemberg.
Constitui uma aglomeração urbana com a cidade homônima da Suíça na margem esquerda do Rio Reno.